# 王根僧
王根僧（1898年2月26日—1965年10月1日），族名继晾，又名季锋，字兆熊，号更生，江西省兴国县城岗乡大获村人，国民革命军中将。曾任国民革命军第九十六军副军长、国民革命军第四十二军副军长、中国人民解放军第九军第一副军长、中国人民解放军第二十二兵团副参谋长兼兵团农业试验场(现新疆农垦科学院)场长、新疆生产建设兵团副参谋长兼石河子管理处处长。

## 生平
客家人。家贫。有六个哥哥。
1925年1月加入国民党。1926年在第26团党代表王尔琢、连长文绍珍介绍下加入中国共产党。四一二事变后，单线联系人文绍珍去中央机关而中断了组织关系。
1929年冬在广西由谢华介绍重新入党。中共西北特别支部成立后，书记谢华，支委徐彬如、李木庵，主要成员有绥署少将参谋长处长王根僧、第十七路军总指挥部上校参议童陆生、官方《西北文化日报》主编宋绮云、绥署宪兵营长金闽生。王根僧、金闽生、宋绮云、童陆生等人集资开办西餐厅“莲湖食堂”，实际上是中共西北特别支部的联络站、招待所，在此成立了“西北各界抗日救国联合会”（简称“西救会”），后东北军人士高崇民、车向忱、张兆林等在西安“莲湖食堂”联系各界成立了“东北各界抗日救国联合会”（简称“东救会”），还接待了延安派来的曾希圣、陈奇涵、张文彬、陈养山、梁明德等情报联络人员。1936年12月11日晚21时，杨虎城方面的第17师师长孙蔚如、第17师第51旅旅长赵寿山、绥署参谋长李兴中、陕西警备二旅旅长孔从周、绥署参谋处长王根僧、副旅长许权中、绥署特务营长宋文梅、教导营长李振西等人接受杨虎城的军事命令，发动西安事变。
1937年5月7日授国民革命军陆军少将。1937年5月25日，国民政府军事委员会派遣调查团访问延安，对陕北共党军政各机构作全面视察。涂思宗中将为团长、萧致平为副团长，秘书长张秉球，成员17人包括李英华（滇军出身，随团顾问)、中央党部邵华，陕西省府张廷镛，黄埔军校萧树经、军统南京站长杨蔚、李静谟、王根僧等。王根僧把掌握的内情汇报给陪同调查团的叶剑英和周恩来。在延安期间，王根僧向中共高层领导提出留在延安的请求，未获同意。叶剑英指示借与杨蔚安插“情报人员”的机会，主动接触了军统西北区区长张毅夫（张严佛）。
1937年11月26日，王根僧与王炳南、申明甫、王惟之等第十七路军代表到香港迎接杨虎城、夫人谢葆真、幼子杨拯中由法国马赛乘法船“哲利波”号抵港。随后陪同杨虎城全家经长沙、武昌抵达南昌，被军统抓捕羁押，王根僧被软禁在汉口“管训”。
1945年6月调任凤邠师管区中将司令后失去组织关系。
1955年10月17日新疆生产建设兵团在石河子举行兵团副司令员赵锡光追悼大会，司令员陶峙岳主祭，王根僧致祭文。
1957年3月9日由兵团副政委张仲瀚、兵团政治部主任王季龙介绍，第三次加入中国共产党。
1965年因上消化道大出血住院，多次手术仍不能控制病情，病逝后，1965年10月6日新疆自治区成立十周年中央慰问团团长贺龙副总理和兵团领导到王根僧家中吊唁。

## 纪念
王根僧墓在石河子北阳山西段的山脚下，与赵锡光、陈德法、刘振世之墓一字排开。2004年，兵团统战部、民政局下拨专款，对王根僧、赵锡光之墓再次修缮。

## 家人
- 夫人张兆萍
- 长子王承嵘
- 三子王承嶙
- 女儿王新娜